# Гладколобий кайман
Гладколобий кайман (Paleosuchus) — рід плазунів родини Алігаторові. Інша назва «карликовий кайман».

## Опис
Загальна довжина представників цього роду коливається від 70 см до 2,6 м. Відрізняються від інших кайманів наявністю лише 4 зубів на передньощелепній кістці, повністю кістковою верхньою повікою, відсутністю поперечного валика поміж передніми кутами очних ямок. Морда дещо довга й висока, з майже різкими боками.

## Спосіб життя
Полюбляють швидкі потоки з кам'янистим ґрунтом, кам'янисту мілину. Живляться рибою, ракоподібними, молюсками, зміями, великими гризунами, птахами, ящірками.
Самиці будують кубла у гниючій рослинності, куди відкладають від 10 до 20 яєць.

## Розповсюдження
Мешкають у північній частині Південної Америки — у Бразилії, Гвіані, Суринамі, Гаяні, Венесуелі, Болівії й на північному сході Перу.

## Види
- Paleosuchus palpebrosus
- Paleosuchus trigonatus